# Mythozoum orientalis
Mythozoum orientalis är en skalbaggsart som beskrevs av Reé Michel Quentin och Jean François Villiers 1979. Mythozoum orientalis ingår i släktet Mythozoum och familjen långhorningar.
Artens utbredningsområde är Kenya. Inga underarter finns listade i Catalogue of Life.